# Hockeria bifasciata
Hockeria bifasciata är en stekelart som beskrevs av Walker 1834. Hockeria bifasciata ingår i släktet Hockeria och familjen bredlårsteklar. Arten är reproducerande i Sverige. Inga underarter finns listade i Catalogue of Life.